# Кубілья
Кубілья (ісп. Cubilla) — муніципалітет в Іспанії, у складі автономної спільноти Кастилія-і-Леон, у провінції Сорія. Населення — 53 особи (2010).
Муніципалітет розташований на відстані близько 160 км на північний схід від Мадрида, 39 км на захід від Сорії.

## Демографія
Динаміка населення (INE ):

## Галерея зображень

Розташування муніципалітету Кубілья